# John Marshall (Archäologe)
Sir John Hubert Marshall (* 19. März 1876 in Chester, Cheshire, England; † 17. August 1958 in Guildford, Surrey) war ein britischer Archäologe und erster Erforscher der Indus-Kultur.

## Biographie
Marshall besuchte das Dulwich College und studierte am King’s College in Cambridge. Nach Ausgrabungen in Knossos und anderen Orten auf Kreta (1898–1901) wurde er im Jahr 1902 zum Direktor des Archaeological Survey of India ernannt; diese Position hatte er bis zu seiner altersbedingten Abberufung 1931 inne.
Seine erste große Leistung war die Entdeckung der Inschrift auf der Heliodoros-Säule (1908/9). Ab 1913 beschäftigte er sich mehr als 20 Jahre lang mit Ausgrabungsarbeiten in Taxila sowie in den buddhistischen Zentren von Sanchi und Sarnath.
In den 1920er Jahren leitete er die Ausgrabungen, die zur Entdeckung von Harappa (1921) und Mohenjo-Daro (1922) führten, der beiden größten Städte der zuvor unbekannten Indus-Zivilisation.
Marshall war der erste Archäologe, der es Indern ermöglichte, an der archäologischen Erforschung ihrer eigenen Geschichte mitzuwirken. Im Jahr 1910 wurde er zum Companion des Order of the Indian Empire (CIE) ernannt; fünf Jahre später (1915) wurde er von Georg V. zum Ritter geschlagen. Seit 1928 war er ordentliches Mitglied des Deutschen Archäologischen Instituts, seit 1936 Mitglied der British Academy.

## Veröffentlichungen (Auswahl)
- Mohenjo-Daro and the Indus Civilization. 3 Bände (1931)
- The Monuments of Sanchi. 3 Bände (1939)
- Taxila (1951)
- The Buddhist Art of Gandhara: the Story of the Early School, Its Birth, Growth and Decline (1960)